# NGC 823

NGC 823

NGC 823 في الفهرس العام الجديد، هي مجرة، تقع في كوكبة الكور. اكتشفت في 14 أكتوبر 1830 بواسطة جون هيرشل.

## روابط خارجية
- NGC 823 على موقع ويكي سكاي: DSS2, SDSS, GALEX, IRAS, Hydrogen α, X-Ray, Astrophoto, Sky Map, Articles and images